# 30. Jagddivision
Die 30. Jagddivision war ein Verband der Luftwaffe der Wehrmacht im Zweiten Weltkrieg.

## Geschichte
Die Aufstellung der 30. Jagddivsion am 26. September 1943 aus dem Erprobungskommando Herrmann, war eng verbunden mit der Einführung des Wilde-Sau-Nachtjagdverfahrens. Oberst Hans-Joachim Herrmann, der Führer des Erprobungskommando wies nach, das das von ihm entwickelte Nachtjagdverfahren unter bestimmten Voraussetzungen erfolgreich sein konnte. Daraufhin erhielt er die Möglichkeit, als Kommandeur der 30. Jagddivision mit den neu aufgestellten Jagdgeschwadern 300, 301 und 302 die Wirksamkeit unter Beweis zu stellen.
Die Division unterstand bis Februar 1944 dem Luftwaffenbefehlshaber Mitte und anschließend dem I. Jagdkorps. Am 16. März 1944 wurde sie aufgelöst.

## Personen

### Divisionskommandeur
| Dienstgrad | Name                  | Datum                                |
| ---------- | --------------------- | ------------------------------------ |
| Oberst     | Hans-Joachim Herrmann | 26. September 1943 bis 16. März 1944 |

### Erster Generalstabsoffizier
| Dienstgrad     | Name         | Datum                              |
| -------------- | ------------ | ---------------------------------- |
| Oberstleutnant | Wilhelm Kern | 8. November 1943 bis 16. März 1944 |

## Unterstellung
| Unterstellung                | von                | bis          |
| ---------------------------- | ------------------ | ------------ |
| Luftwaffenbefehlshaber Mitte | 26. September 1943 | Februar 1944 |
| I. Jagdkorps                 | Februar 1944       | März 1944    |

## Unterstellte Verbände
| 15. Februar 1944 | |
| ---------------- | --- |
| 15. Februar 1944 | Stab, I., II., III. und IV./Jagdgeschwader 300; Stab, I., II., III./Jagdgeschwader 301; Stab, I., II. und III./Jagdgeschwader 302 |